# Rhytidocaulon tortum
Rhytidocaulon tortum là một loài thực vật có hoa trong họ La bố ma. Loài này được (N.E. Br.) M.G. Gilbert miêu tả khoa học đầu tiên năm 1990.